# FC Bayern München (Eishockey)
Die Eishockeymannschaft des FC Bayern München existierte von 1966 bis 1969 und absolvierte in dieser Zeit zwei Spielzeiten in der Bundesliga.

## Vorgeschichte
Bereits im Januar 1901 führte der FC Bayern München das Eishockeyspiel ein, so wie das ein Jahr zuvor auch der MTV München gemacht hatte, von dem sich die Bayern abgespaltet hatten. Die Aktivitäten scheinen aber schnell wieder im Sande verlaufen zu sein.

## Geschichte
Nachdem im Sommer 1965 Verhandlungen über einen Anschluss des Vereins MEV 1883 München als Eissportabteilung des FC Bayern schließlich am ablehnenden Votum einer außerordentlichen Mitgliederversammlung des MEV gescheitert waren, schloss sich in der Nacht zum 7. Januar 1966 die Eishockeyabteilung des MEV 1883 München der neugegründeten Eishockeyabteilung des FC Bayern an.
| Saison  | Liga           | Hauptrunde | Relegation |
| ------- | -------------- | ---------- | ---------- |
| 1965/66 | Oberliga       | 3. Platz   | –          |
| 1966/67 | Oberliga Süd   | 2. Platz   | 1. Platz↑  |
| 1967/68 | Bundesliga Süd | 4. Platz   | 3. Platz↓  |
| 1968/69 | Bundesliga Süd | 6. Platz   | 3. Platz↓  |

↑ ↓Auf-/Abstiegsrunde
Die bislang unter dem Namen MEV angetretene erste Mannschaft setzte den Spielbetrieb in der Oberliga-Saison 1965/66 unter dem Namen FC Bayern München fort und beendete sie schließlich auf dem dritten Platz.
Zum Ende der erstmals zweigleisig ausgetragenen Oberliga-Saison 1966/67 belegte die Mannschaft nach der Hauptrunde der Gruppe Süd den zweiten Platz, der zur Teilnahme an der Relegationsrunde, der Aufstiegsrunde zur Bundesliga, berechtigte. Mit dem ersten Tabellenplatz stieg der FC Bayern München in die Bundesliga auf und gewann zudem den DEV-Pokal, der zwischen den beiden Siegern der Relegationsrunden Süd und West ausgespielt wurde.
Der FC Bayern München gehörte bis zur Auflösung seiner Eishockeyabteilung 1969 zwei Spielzeiten der Bundesliga an. Dort verpasste er mit einem 4. und einem 6. Platz in der Gruppe Süd (6 Mannschaften) jeweils die Meisterrunde, sicherte sich in der Relegationsrunde jedoch den Klassenerhalt.
Im Mai 1968 kaufte der FC Bayern die Mannschaft des Landesligisten ESV Herrsching, die in der Saison 1968/69 als 1b der Bayern antrat.
1969 wurde die Eishockeyabteilung auf Intervention des Bayern-Managers Robert Schwan durch den Präsidenten Wilhelm Neudecker aufgelöst. Laut Schwan hatte die Abteilung einen Verlust von 100.000 DM eingefahren. Der Augsburger EV – vertreten durch Curt Frenzel – kaufte dem FC Bayern München – vertreten durch Robert Schwan – die komplette Mannschaft inkl. Ausrüstung für den Betrag von 135.000 DM ab. Die vom AEV nicht benötigten Spieler wurden an andere Vereine weiterverkauft.

## Spieler  (Auswahl)

### 1966/67
- Angreifer: Hans Huber

### 1967/68
- Torhüter: Robert Merkle, Theo Groß
- Verteidiger: Leonhard Waitl
- Angreifer: Michael Mauer, Peter Maus, Hans Huber, Axel von Thun

### 1968/69
- Torhüter: Theo Groß, Werner Hager
- Verteidiger: Leonhard Waitl
- Angreifer: Hans Holnburger, Hans Huber, Ludwig Kellner, Georg Kink, Michael Mauer, Peter Maus, Georg Aschbichler, Karl Frütel, Günther Ginhard, Axel von Thun

## Trainer
- 1966–1968: Ján „Jano“ Starší